# Jarosław Jagiełło (ksiądz)
Jarosław Marek Jagiełło (ur. 30 marca 1958 w Kielcach) – polski prezbiter katolicki, filozof, wykładowca akademicki, dziekan Wydziału Filozoficznego Uniwersytetu Papieskiego Jana Pawła II w Krakowie (od 2016), konsultor Rady Naukowej Konferencji Episkopatu Polski, autor i współautor książek z zakresu filozofii.
Ukończył w 1976 roku I Liceum Ogólnokształcące im. Stefana Żeromskiego w Kielcach . Święcenia kapłańskie przyjął 26 maja 1984.